# Benton (Luisiana)
Benton é uma cidade  localizada no estado americano de Luisiana, na Paróquia de Bossier.

## Demografia
Segundo o censo americano de 2000, a sua população era de 2035 habitantes. 
Em 2006, foi estimada uma população de 2874, um aumento de 839 (41.2%).

## Geografia
De acordo com o United States Census Bureau tem uma área de 
5,0 km², dos quais 5,0 km² cobertos por terra e 0,0 km² cobertos por água. Benton localiza-se a aproximadamente 55 m acima do nível do mar.

## Localidades na vizinhança
O diagrama seguinte representa as localidades num raio de 20 km ao redor de Benton. 